# Trachypithecus phayrei crepusculus
Trachypithecus phayrei crepusculus é uma das 3 subespécies de Trachypithecus phayrei.

## Estado de conservação
Esta subespécie está listada como ameaçada pois houve um declíneo de mais de 50% nos últimos 36 anos, devido à caça e à perda de habitat.